# Grand Prix de Macao de Formule 3 1998
Le Grand Prix de Macao de Formule 3 1998 est la 45e édition de l'épreuve macanaise réservée aux monoplaces de Formule 3. Elle s'est déroulée du 19 au 22 novembre 1998 sur le tracé urbain de Guia.

## Participants
| No | Pilotes            | Voiture                  | Écurie                    |
| -- | ------------------ | ------------------------ | ------------------------- |
| 1  | David Terrien      | Dallara Opel-Spiess (en) | Graff Racing              |
| 2  | Bas Leinders       | Dallara Opel-Spiess      | Van Amersfoort Racing     |
| 3  | Christijan Albers  | Dallara Opel-Spiess      | Van Amersfoort Racing     |
| 5  | Peter Dumbreck     | Dallara Toyota-Tom's     | Tom's                     |
| 6  | Shingo Tachi       | Dallara Toyota-Tom's     | Tom's                     |
| 7  | Michele Gasparini  | Dallara Fiat             | EF Project                |
| 8  | Enrique Bernoldi   | Dallara Renault          | Promatecme UK             |
| 9  | Paolo Montin       | Dallara Fiat             | Team Ghinzani             |
| 10 | Hiroki Kato        | Dallara Honda-Mugen NB   | Toda Racing               |
| 11 | David Saelens      | Dallara Renault          | ASM Fina                  |
| 12 | Sébastien Dumez    | Dallara Renault          | ASM Fina                  |
| 15 | Luciano Burti      | Dallara Honda-Mugen NB   | Paul Stewart Racing Team  |
| 16 | Ricardo Maurício   | Dallara Honda-Mugen NB   | Paul Stewart Racing Team  |
| 17 | Robert Lechner     | Dallara Opel-Spiess      | GM-DSF-F3 Team            |
| 18 | Peter Sundberg     | Dallara Opel-Spiess      | GM-DSF-F3 Team            |
| 19 | André Couto        | Dallara Opel-Spiess      | Prema Powerteam           |
| 20 | Donny Crevels      | Dallara Opel-Spiess      | Prema Powerteam           |
| 21 | Franck Montagny    | Martini Opel-Spiess (en) | La Filière                |
| 22 | Marcel Fässler     | Martini Opel-Spiess (en) | La Filière                |
| 23 | Sébastien Bourdais | Martini Opel-Spiess (en) | La Filière                |
| 25 | Martin O'Connell   | Dallara Toyota-Tom's     | Rowan Racing              |
| 26 | Darren Manning     | Dallara Honda-Mugen NB   | Speedsport F3 Racing Team |
| 27 | Kristian Kolby     | Dallara Opel-Spiess      | Fortec Motorsport         |
| 28 | Andrej Pavicevic   | Dallara Opel-Spiess      | Fortec Motorsport         |
| 29 | Lucas Luhr         | Dallara Opel-Spiess      | MKL F3 Racing             |
| 30 | Narain Karthikeyan | Dallara Honda-Mugen NB   | Carlin Motorsport         |
| 31 | Alex Yoong         | Dallara Honda-Mugen NB   | Alan Docking Racing       |
| 32 | Tiago Monteiro     | Dallara Renault          | Signature Compétition     |
| 33 | Daisuke Ito        | Dallara Honda-Mugen NB   | Speed Master Skill Speed  |
| 64 | Tsugio Matsuda     | Dallara Honda-Mugen NB   | Nakajima Honda            |

## 1recourse
Qualification
| Ligne                                                    | Positions sur la grille de départ,      | Positions sur la grille de départ,     | Positions sur la grille de départ, |
| -------------------------------------------------------- | --------------------------------------- | -------------------------------------- | ---------------------------------- |
| 1re                                                      | 1. Ricardo Maurício (2 min 16 s 746)    | 2. Peter Dumbreck (2 min 17 s 179)     |                                    |
| 2e                                                       | 3. Hiroki Kato (2 min 17 s 279)         | 4. Enrique Bernoldi (2 min 17 s 601)   |                                    |
| 3e                                                       | 5. David Saelens (2 min 17 s 917)       | 6. André Couto (2 min 17 s 918)        |                                    |
| 4e                                                       | 7. Bas Leinders (2 min 18 s 010)        | 8. Andrej Pavicevic (2 min 18 s 177)   |                                    |
| 5e                                                       | 9. Paolo Montin (2 min 18 s 427)        | 10. Marcel Fässler (2 min 18 s 443)    |                                    |
| 6e                                                       | 11. David Terrien (2 min 18 s 454)      | 12. Alex Yoong (2 min 18 s 813)        |                                    |
| 7e                                                       | 13. Michele Gasparini (2 min 18 s 873)  | 14. Franck Montagny (2 min 18 s 891)   |                                    |
| 8e                                                       | 15. Tiago Monteiro (2 min 18 s 936)     | 16. Robert Lechner (2 min 18 s 941)    |                                    |
| 9e                                                       | 17. Lucas Luhr (2 min 19 s 056)         | 18. Luciano Burti (2 min 19 s 200)     |                                    |
| 10e                                                      | 19. Sébastien Bourdais (2 min 19 s 236) | 20. Darren Manning (2 min 19 s 305)    |                                    |
| 11e                                                      | 21. Shingo Tachi (2 min 19 s 857)       | 22. Daisuke Ito (2 min 19 s 885)       |                                    |
| 12e                                                      | 23. Sébastien Dumez (2 min 20 s 771)    | 24. Christijan Albers (2 min 20 s 782) |                                    |
| 13e                                                      | 25. Martin O'Connell (2 min 22 s 446)   | 26. Kristian Kolby (2 min 23 s 926)    |                                    |
| 14e                                                      | 27. Narain Karthikeyan (2 min 25 s 623) |                                        |                                    |
| Pilotes non qualifiés : Peter Sundberg et Donny Crevels. |                                         |                                        |                                    |

Résultat
| Pos. | no | Pilote             | Voiture                | Tours | Temps/Abd.       |
| ---- | -- | ------------------ | ---------------------- | ----- | ---------------- |
| 1    | 8  | Enrique Bernoldi   | Dallara Renault-Sodemo | 15    | 38 min 33 s 969  |
| 2    | 17 | Robert Lechner     | Dallara Opel-Spiess    | 15    | + 2 s 392        |
| 3    | 5  | Peter Dumbreck     | Dallara Toyota-Tom's   | 15    | + 3 s 746        |
| 4    | 19 | André Couto        | Dallara Opel-Spiess    | 15    | + 7 s 494        |
| 5    | 16 | Ricardo Maurício   | Dallara Honda-Mugen    | 15    | + 8 s 051        |
| 6    | 10 | Hiroki Kato        | Dallara Honda-Mugen    | 15    | + 8 s 584        |
| 7    | 26 | Darren Manning     | Dallara Honda-Mugen    | 15    | + 10 s 245       |
| 8    | 21 | Franck Montagny    | Martini Opel-Spiess    | 15    | + 12 s 027       |
| 9    | 3  | Christijan Albers  | Dallara Opel-Spiess    | 15    | + 27 s 592       |
| 10   | 15 | Luciano Burti      | Dallara Honda-Mugen    | 15    | + 27 s 680       |
| 11   | 31 | Alex Yoong         | Dallara Honda-Mugen    | 15    | + 30 s 969       |
| 12   | 9  | Paolo Montin       | Dallara Fiat           | 15    | + 32 s 772       |
| 13   | 29 | Lucas Luhr         | Dallara Opel-Spiess    | 15    | + 39 s 839       |
| 14   | 7  | Michele Gasparini  | Dallara Fiat           | 15    | + 48 s 908       |
| 15   | 32 | Tiago Monteiro     | Dallara Fiat           | 15    | + 49 s 309       |
| 16   | 30 | Narain Karthikeyan | Dallara Honda-Mugen    | 15    | + 53 s 950       |
| 17   | 2  | Bas Leinders       | Dallara Opel-Spiess    | 15    | + 54 s 262       |
| 18   | 6  | Shingo Tachi       | Dallara Toyota-Tom's   | 15    | + 1 min 1 s 810  |
| 19   | 33 | Daisuke Ito        | Dallara Honda-Mugen    | 15    | + 1 min 5 s 570  |
| 20   | 11 | David Saelens      | Dallara Renault-Sodemo | 15    | + 1 min 5 s 890  |
| 21   | 12 | Sébastien Dumez    | Dallara Renault-Sodemo | 15    | + 1 min 19 s 714 |
| 22   | 64 | Tsugio Matsuda     | Dallara Honda-Mugen    | 14    | + 1 tour         |
| 23   | 1  | David Terrien      | Dallara Opel-Spiess    | 14    | + 1 tour         |

## 2ecourse
Qualification
| Ligne | Positions sur la grille de départ       | Positions sur la grille de départ       | Positions sur la grille de départ |
| ----- | --------------------------------------- | --------------------------------------- | --------------------------------- |
| 1re   | 1. Robert Lechner (2 min 15 s 962)      | 2. Enrique Bernoldi (2 min 16 s 039)    |                                   |
| 2e    | 3. Peter Dumbreck (2 min 16 s 285)      | 4. David Saelens (2 min 16 s 296)       |                                   |
| 3e    | 5. André Couto (2 min 16 s 443)         | 6. Ricardo Maurício (2 min 16 s 450)    |                                   |
| 4e    | 7. Bas Leinders (2 min 16 s 531)        | 8. Darren Manning (2 min 16 s 637)      |                                   |
| 5e    | 9. Franck Montagny (2 min 16 s 711)     | 10. Donny Crevels (2 min 16 s 717)      |                                   |
| 6e    | 11. David Terrien (2 min 17 s 128)      | 12. Hiroki Kato (2 min 17 s 178)        |                                   |
| 7e    | 13. Tiago Monteiro (2 min 17 s 224)     | 14. Paolo Montin (2 min 17 s 293)       |                                   |
| 8e    | 15. Marcel Fässler (2 min 17 s 585)     | 16. Sébastien Bourdais (2 min 17 s 729) |                                   |
| 9e    | 17. Lucas Luhr (2 min 17 s 820)         | 18. Christijan Albers (2 min 18 s 113)  |                                   |
| 10e   | 19. Andrej Pavicevic (2 min 18 s 177)   | 20. Alex Yoong (2 min 18 s 363)         |                                   |
| 11e   | 21. Michele Gasparini (2 min 18 s 553)  | 22. Tsugio Matsuda (2 min 18 s 648)     |                                   |
| 12e   | 23. Peter Sundberg (2 min 19 s 095)     | 24. Luciano Burti (2 min 19 s 200)      |                                   |
| 13e   | 25. Shingo Tachi (2 min 19 s 857)       | 26. Daisuke Ito (2 min 19 s 882)        |                                   |
| 14e   | 27. Martin O'Connell (2 min 20 s 409)   | 28. Sébastien Dumez (2 min 20 s 771)    |                                   |
| 15e   | 29. Narain Karthikeyan (2 min 22 s 163) | 30. Kristian Kolby (2 min 23 s 926)     |                                   |

Résultat
Le meilleur tour est effectué par Bas Leinders en 2 min 14 s 491 au 15e tour.
| Pos. | no | Pilote             | Voiture                | Tours | Temps/Abd.       |
| ---- | -- | ------------------ | ---------------------- | ----- | ---------------- |
| 1    | 16 | Ricardo Maurício   | Dallara Honda-Mugen    | 15    | 34 min 7 s 571   |
| 2    | 5  | Peter Dumbreck     | Dallara Toyota-Tom's   | 15    | + 4 s 302        |
| 3    | 8  | Enrique Bernoldi   | Dallara Renault-Sodemo | 15    | + 9 s 952        |
| 4    | 26 | Darren Manning     | Dallara Honda-Mugen    | 15    | + 12 s 650       |
| 5    | 17 | Robert Lechner     | Dallara Opel-Spiess    | 15    | + 17 s 497       |
| 6    | 2  | Bas Leinders       | Dallara Opel-Spiess    | 15    | + 18 s 767       |
| 7    | 10 | Hiroki Kato        | Dallara Honda-Mugen    | 15    | + 20 s 725       |
| 8    | 30 | Narain Karthikeyan | Dallara Honda-Mugen    | 15    | + 28 s 642       |
| 9    | 19 | André Couto        | Dallara Opel-Spiess    | 15    | + 39 s 102       |
| 10   | 31 | Alex Yoong         | Dallara Honda-Mugen    | 15    | + 43 s 676       |
| 11   | 9  | Paolo Montin       | Dallara Fiat           | 15    | + 44 s 731       |
| 12   | 20 | Donny Crevels      | Dallara Opel-Spiess    | 15    | + 44 s 950       |
| 13   | 29 | Lucas Luhr         | Dallara Opel-Spiess    | 15    | + 57 s 675       |
| 14   | 25 | Martin O'Connell   | Dallara Toyota-Tom's   | 15    | + 58 s 099       |
| 15   | 23 | Sébastien Bourdais | Martini Opel-Spiess    | 15    | + 1 min 8 s 032  |
| 16   | 33 | Daisuke Ito        | Dallara Honda-Mugen    | 15    | + 1 min 11 s 251 |
| 17   | 6  | Shingo Tachi       | Dallara Toyota-Tom's   | 15    | + 1 min 14 s 169 |
| 18   | 7  | Michele Gasparini  | Dallara Fiat           | 14    | + 1 tour         |
| 19   | 64 | Tsugio Matsuda     | Dallara Honda-Mugen    | 14    | + 1 tour         |

## Résultat final
Le meilleur tour est effectué durant la seconde course par Bas Leinders en 2 min 14 s 491 au 15e tour.
| Pos. | no | Pilote             | Voiture                | Tours | Temps/Abd.            |
| ---- | -- | ------------------ | ---------------------- | ----- | --------------------- |
| 1    | 5  | Peter Dumbreck     | Dallara Toyota-Tom's   | 30    | + 1 h 12 min 49 s 588 |
| 2    | 16 | Ricardo Maurício   | Dallara Honda-Mugen    | 30    | + 0 s 003             |
| 3    | 8  | Enrique Bernoldi   | Dallara Renault-Sodemo | 30    | + 1 s 904             |
| 4    | 17 | Robert Lechner     | Dallara Opel-Spiess    | 30    | + 11 s 841            |
| 5    | 26 | Darren Manning     | Dallara Honda-Mugen    | 30    | + 14 s 847            |
| 6    | 10 | Hiroki Kato        | Dallara Honda-Mugen    | 30    | + 21 s 261            |
| 7    | 19 | André Couto        | Dallara Opel-Spiess    | 30    | + 38 s 548            |
| 8    | 2  | Bas Leinders       | Dallara Opel-Spiess    | 30    | + 1 min 4 s 981       |
| 9    | 31 | Alex Yoong         | Dallara Honda-Mugen    | 30    | + 1 min 6 s 597       |
| 10   | 9  | Paolo Montin       | Dallara Fiat           | 30    | + 1 min 9 s 455       |
| 11   | 30 | Narain Karthikeyan | Dallara Honda-Mugen    | 30    | + 1 min 14 s 544      |
| 12   | 29 | Lucas Luhr         | Dallara Opel-Spiess    | 30    | + 1 min 29 s 466      |
| 13   | 6  | Shingo Tachi       | Dallara Toyota-Tom's   | 30    | + 2 min 7 s 931       |
| 14   | 33 | Daisuke Ito        | Dallara Honda-Mugen    | 30    | + 2 min 8 s 773       |
| 15   | 7  | Michele Gasparini  | Dallara Fiat           | 29    | + 1 tour              |